# Michael Czollek
Michael Czollek (* 28. März 1959 in Ost-Berlin; † 10. Oktober 1999 in Berlin) war ein deutscher Liedermacher und Politiker.

## Leben
Czolleks Vater war der kommunistische Widerstandskämpfer und Verleger Walter Czollek. Im Alter von elf Jahren wurde er aufgrund seiner jüdischen Wurzeln in einer Ost-Berliner Schule verprügelt. Nach dem Abitur an der Klement-Gottwald-Oberschule studierte er Geschichte an der Humboldt-Universität Berlin. Seit den 1970er Jahren trat Czollek als Liedermacher und Dichter in Erscheinung, unter anderem im Zirkel schreibender Arbeiter. Er erhielt den Förderpreis des FDJ-Zentralrats Berlin und den Kunstpreis des FDGB. Er leitete die FDJ-Kreisleitung in Berlin-Marzahn. 1990 war er Mitbegründer der marxistischen Kleinpartei Die Nelken. Bei den Wahlen zum Berliner Abgeordnetenhaus 1990 trat er für die PDS-Liste an. Im Februar 1992 rückte er als Abgeordneter nach. 
Im Mai 1992 wurde er aus der PDS-Fraktion ausgeschlossen, da er seine Tätigkeit als Inoffizieller Mitarbeiter beim Ministerium für Staatssicherheit verschwiegen hatte. Laut einem Bericht der Gauck-Behörde hatte er handschriftliche Berichte über Freunde und Bekannte verfasst. 1995 schied er aus dem Parlament aus. Er verfasste theoretische Aufsätze zum Marxismus und nahm ein Jura-Studium an der Berliner Humboldt-Universität auf, das er wegen einer Erkrankung an Multipler Sklerose nicht beenden konnte. Sein Sohn ist der Lyriker und Essayist Max Czollek.